# Aire urbaine de Château-du-Loir
L'aire urbaine de Château-du-Loir est une aire urbaine française constituée autour de la ville de Montval-sur-Loir (Sarthe).

## Caractéristiques
D'après la délimitation établie par l'INSEE, l'aire urbaine de Château-du-Loir est composée de trois communes, toutes situées dans la Sarthe. 

## Composition
Les communes de l'aire urbaine de Château-du-Loir sont les suivantes :
| Nom              | Code Insee | Statut           | Superficie (km2) | Population (dernière pop. légale) | Densité (hab./km2) |
| ---------------- | ---------- | ---------------- | ---------------- | --------------------------------- | ------------------ |
| Flée             | 72134      |                  | 17,54            | 525 (2022)                        | 30                 |
| Luceau           | 72173      |                  | 18,77            | 1 233 (2022)                      | 66                 |
| Montval-sur-Loir | 72071      | commune nouvelle | 26,99            | 5 707 (2022)                      | 211                |

## Évolution démographique
| 1968  | 1975  | 1982  | 1990  | 1999  | 2010  | 2015  |
| ----- | ----- | ----- | ----- | ----- | ----- | ----- |
| 7 901 | 8 388 | 8 495 | 8 462 | 8 310 | 8 151 | 7 984 |